# Danny Adeline
Danny Adeline (7 oktober 1963) is een windsurfer uit de Seychellen.

## Resultaten
| Jaar | Plaats    | Resultaten  |
| ---- | --------- | ----------- |
| 1992 | Barcelona | 36e Lechner |